# Golęcino-Zaleskie
Golęcino-Zaleskie – zlikwidowana stacja Sławieńskiej Kolei Powiatowej w Golęcinie w województwie zachodniopomorskim, w Polsce. Stacja znajdowała się na rozebranej linii ze Sławna do Ustki.